# タイセイ観光バス
株式会社タイセイ観光バス（タイセイかんこうバス）は、かつて静岡県駿東郡清水町に本社を置いていた貸切バス事業者である。
1992年（平成4年）6月に会社を設立、貸切バス事業を開始。2000年代以降はバス事業の規制緩和を受け、都市間ツアーバスに参入。旅行会社から委託を受けてツアーバス運行などを行っていたが、2008年（平成20年）に度重なる事故などによる経営不振で民事再生法を適用。さらに同年末、道路運送法違反点数が多数に達したことにより国土交通省から貸切バス事業認可取消処分を受けたことで事業廃止した。
なお、東京都西東京市に本社を置き現存する、株式会社大成観光バス（たいせいかんこうバス）とは無関係である。

## 事業廃止まで
2006年（平成18年）7月、タイセイ観光バスの運行するバスが回送運転中に、東京都新宿区内の交差点で歩行者接触事故を起こし、歩行者は死亡した。
さらに2007年（平成19年）10月15日、タイセイ観光バスが運行するツアーバス「JAMJAMライナー」（ツアー催行旅行会社は日本ユース旅行）が、東名高速道路の静岡県牧之原市内で大型トラックに追突する交通事故を起こした。バスは名古屋を出発し、新宿・東京ディズニーリゾート方面を経由して横浜へ向かう途中であった。この事故によりバス運転手が足を骨折する重傷を負ったほか、乗客38人中20人が軽傷を負った。
2007年2月には吹田スキーバス事故が発生したこともあり、NHKスペシャル『高速ツアーバス 格安競争の裏で』（4月30日放送）、ガイアの夜明け『町からバスが消える「～規制緩和で揺らぐ地域の足 ～」』（6月19日放送）など、テレビ番組でもツアーバス問題に関する特集が組まれた矢先の事故であった。
吹田スキーバス事故を受け、同年4月には国土交通省が「貸切バス事業者に対する重点監査月間」として監査を行い、結果を6月に発表した。そしてその結果を受け、同年6月6日には「貸切バスに関する安全等対策検討会」第1回検討会を開催するに至り、ツアーバス問題の解決に向けた取り組みがやっと始まったところであった。
翌2008年（平成20年）5月14日までに、タイセイ観光バスは民事再生法に基づく再生手続きを静岡地方裁判所沼津支部に申し立てた。東京商工リサーチ沼津支店によると、負債総額は11億1,300万円。ツアーバスの価格競争激化に伴う業績不振に加え、道路運送法違反により行政処分を受けたこと、東名高速道路での追突事故など不祥事が重なったことで経営不振に追い込まれた。
2008年末、国土交通省中部運輸局は、道路運送法違反の点数が80点を越えたとして、タイセイ観光バスの事業認可取消処分を行ったというプレスリリースを発表した。同社の違反点数は同年10月末時点で23点であったが、11月以降の監査において60点以上の違反点数が一気に加算された。プレスリリースで発表された同社本社営業所（静岡県）および横浜営業所における違反の内容は、無届の事業計画変更、乗務員の過労防止や点呼の実施・記録の不備、乗務記録の不正改竄、自動車NOx・PM法不適合車による運行、車両の定期点検整備の未実施、事業区域違反など多岐に及んだ。この事業認可取消処分によりタイセイ観光バスは事業廃止した。

## 「旅の散策」バス

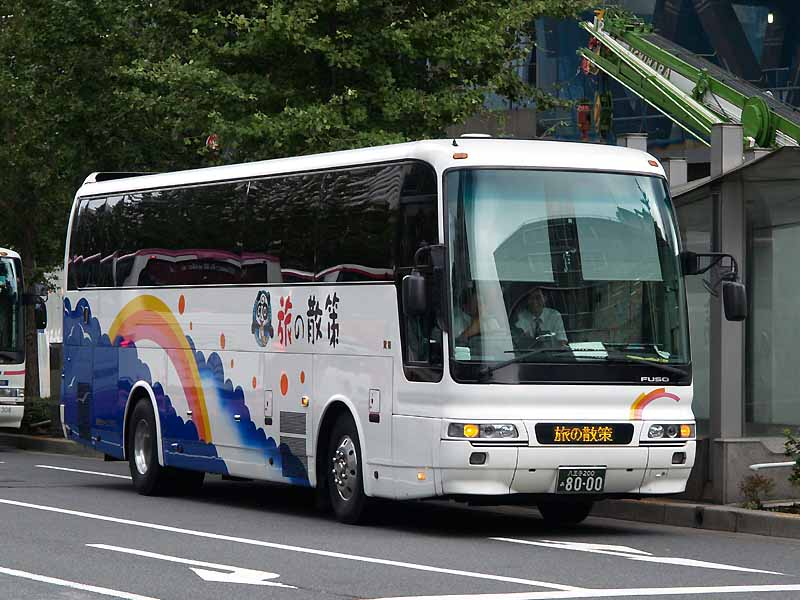
富士セービングバスの車両
「旅の散策」専用車

タイセイ観光バス東京営業所（東京タイセイ観光バス、東京都八王子市）は富士セービングバスへ売却され、「旅の散策」ブランドのツアーバス運行は富士セービングバスへ引き継がれた。
その富士セービングバスも2015年にバス事業から撤退、同年8月12日に東京地方裁判所より破産手続開始決定の宣告を受け、翌2016年1月13日付で法人格が消滅している。「旅の散策」ブランドのバス運行は桜交通へ引き継がれた。

## 車両
2007年7月13日時点で、21人乗り、25人乗り、28人乗り、33人乗り、47人乗り、53人乗り、60人乗りの貸切バス車両を保有していた。また車椅子でも乗車できるリフトバスも保有していた。全車にカラオケ、ビデオデッキ、冷蔵庫、自動車電話を備え、ビンゴゲームやDVDプレーヤーを備えた車両もあった。
2008年5月時点では、大型バス・小型バスなど31台の車両を保有していた。
大型貸切バスは、三菱ふそう・エアロクィーン、エアロキング、日野・セレガなどを保有していた。他社からの移籍車の中には、豪華な貸切バス車両で知られた中央観光バス（大阪府）からの移籍車も在籍していた。